# Phymatopsis shandongensis
Phymatopsis shandongensis là một loài dương xỉ trong họ Polypodiaceae. Loài này được J.X. Li & C.Y. Wang mô tả khoa học đầu tiên năm 1984.
Danh pháp khoa học của loài này chưa được làm sáng tỏ. 